# Jan Bałdowski
Jan Bałdowski (ur. 1 lipca 1917 w Małych Santakach, powiat lidzki, zm. 8 czerwca 1999 w Olsztynie) – polski przewodnik turystyczny, autor opracowań turystycznych, nauczyciel, prawnik.
Był synem Ignacego i Adeli z domu Osiadacz. Od 1945 był związany z Warmią i Mazurami, początkowo pracował w Biskupcu w zarządzie miasta, a po ukończeniu Wydziału Geograficzno-Przyrodniczego Wyższej Szkoły Pedagogicznej w Gdańsku (1948) został nauczycielem w Liceum Komunikacyjnym w Olsztynie. Pracował też w innych olsztyńskich szkołach średnich, m.in. jako dyrektor Zespołu Szkół Ekonomicznych. W 1952 ukończył dodatkowo studia prawnicze na Uniwersytecie Mikołaja Kopernika w Toruniu. Przeszedł na emeryturę w 1977.
Przez wiele lat działał w ruchu turystycznym. Członek Polskiego Towarzystwa Turystyczno-Krajoznawczego od 1956, wchodził w skład jego władz wojewódzkich, a w latach 1981–1985 był członkiem Zarządu Głównego. Kierował komisjami krajoznawczymi i przewodnickimi. Opracował kilkadziesiąt książek, folderów i przewodników, m.in. Kanał Ostródzko-Elbląski (1990), Województwo olsztyńskie (1980), Warmia, Mazury i Suwalszczyzna (1996). 26 lutego 1993 PTTK nadało mu godność członka honorowego.